# Gypona barda
Gypona barda är en insektsart som beskrevs av Delong 1983. Gypona barda ingår i släktet Gypona och familjen dvärgstritar. Inga underarter finns listade i Catalogue of Life.